# De Witte Oliphant (1666)
«De Witte Oliphant» (1666) (нід. «Білий слон») був вітрильним двопалубним трищогловим 80-гарматним військовим галеоном флоту республіки Нідерландів.

## Історія
Для посилення нідерландського флоту великий пасіонарій провінції Голландія (нід. Raadpensionaris) Йоган де Вітт запропонував у листопаді 1664 закласти нові кораблі. До березня 1665 було збудовано 48 «капітальних кораблів» (нід. Capitale schepen van Oorloge), а у липні 1666 ще 12 і серед них « De Witte Oliphant». Його заклав корабел Ян ван Реенен у корабельні Амстердаму. Корабель мав малу осадку, що дозволяло плавати біля узбережжя Нідерландів. Широкий корпус надавав кораблю гарним мореходних властивостей. При великих хвилях нижні артилерійські порти гармат великого калібру не заливало водою, що давало велику перевагу проти ворожих кораблів. Озброєння складалось з 82-92 гармат. Відзначався декором корми з білим слоном.
З 7 червня 1667 корабель став флагманом віцеадмірала Ісаака Свеєрса у ескадрі адмірала Віллема ван Гента з Текселу.
Корабель брав участь у битвах на Темзі (19-24 червня 1667); при Солебеї 7 червня 1672 третьої англо-нідерландської війни, де зазнав важких пошкоджень; при Шоневельді 14 червня 1673: при острові Тесел 21 серпня 1673, де загинув адмірал Ісаак Свеєрс внаслідок прямого влучання 24-фунтового ядра. Подальша доля корабля невідома до 1686, коли його розібрали.
Корабель фігурує на більшості картин про морські битви англо-нідерландських воєн.